# Christin Priebst
Christin Priebst, née le 18 septembre 1983 à Dresde, est une patineuse de vitesse sur piste courte allemande.

## Biographie
Elle participe aux épreuves de patinage de vitesse sur piste courte aux Jeux olympiques de 2002, ainsi qu'aux Jeux de 2006.